# 대한민국 민법 제1014조
대한민국 민법 제1014조는 분할후의 피인지자 등의 청구권에 대한 민법 친족상속법 조문이다. 본 조는 1958년 2월 22일 법률 제471호로 제정되었으며, 1960년 1월 1일부터 시행되었다.

## 조문
제1014조(분할후의 피인지자 등의 청구권) 상속개시후의 인지 또는 재판의 확정에 의하여 공동상속인이 된 자가 상속재산의 분할을 청구할 경우에 다른 공동상속인이 이미 분할 기타 처분을 한 때에는 그 상속분에 상당한 가액의 지급을 청구할 권리가 있다.

第1014條 (分割後의 被認知者等의 請求權)相續開始後의 認知 또는 裁判의 確定에 依하여 共同相續人이 된 者가 相續財産의 分割을 請求할 境遇에 다른 共同相續人이 이미 分割 其他 處分을 한 때에는 그 相續分에 相當한 價額의 支給을 請求할 權利가 있다.

## 판례
- 민법 제1014조에 의하여, 상속개시 후의 인지 또는 재판의 확정에 의하여 공동상속인이 된 자가 분할을 청구할 경우에 다른 공동상속인이 이미 분할 기타 처분을 한 때에는 그 상속분에 상당한 가액의 지급을 청구할 권리가 있는바, 이 가액청구권은 상속회복청구권의 일종이다. 민법 제1014조의 가액은 다른 공동상속인들이 상속재산을 실제처분한 가액 또는 처분한 때의 시가가 아니라 사실심 변론종결시의 시가를 의미한다. 상속개시 후에 인지되거나 재판이 확정되어 공동상속인이 된 자도 그 상속재산이 아직 분할되거나 처분되지 아니한 경우에는 당연히 다른 공동상속인들과 함께 분할에 참여할 수 있을 것인바, 민법 제1014조는 그와 같은 인지 이전에 다른 공동상속인이 이미 상속재산을 분할 기타의 방법으로 처분한 경우에는 사후의 피인지자는 다른 공동상속인들의 분할 기타 처분의 효력을 부인하지 못하게 하는 대신, 이들에게 그 상속분에 상당한 가액의 지급을 청구할 수 있도록 하여 상속재산의 새로운 분할에 갈음하는 권리를 인정함으로써 피인지자의 이익과 기존의 권리관계를 합리적으로 조정하는 데 그 목적이 있다 할 것이고, 따라서 그 가액의 범위에 관하여는 부당이득반환의 범위에 관한 민법규정을 유추적용할 수 없고, 다른 공동상속인들이 분할 기타의 처분시에 피인지자의 존재를 알았는지의 여부에 의하여 그 지급할 가액의 범위가 달라지는 것도 아니다. 상속재산의 처분에 수반되는 조세부담은 상속에 따른 비용이라고 할 수 없고, 민법 제1014조에 의한 가액의 지급청구는 상속재산이 분할되지 아니한 상태를 가정하여 피인지자의 상속분에 상당하는 가액을 보장하려는 것이므로, 다른 공동상속인들의 분할 기타의 처분에 의한 조세부담을 피인지자에게 지급할 가액에서 공제할 수 없고, 다른 상속인들이 피인지자에게 그 금액의 상환을 구할 수도 없다.[1]
- 상속개시 후의 인지 또는 재판의 확정에 의하여 공동상속인이 된 사람이 민법 제1014조에 따라 그 상속분에 상당한 가액의 지급을 소송으로 청구하는 경우 상속재산의 가액은 사실심 변론종결 당시의 시가를 기준으로 산정하여야 한다[2]
- 민법 제1014조에 의한 피인지자 등의 상속분상당가액지급청구에 있어 상속세가 공제된다고 하더라도 이는 상속회복청구권의 일종이다[3]
- 민법 제1014조는 상속재산의 새로운 분할에 갈음하는 권리를 인정함으로써 피인지자의 이익과 기존의 권리관계를 합리적으로 조정하고자 하는 데 그 목적이 있으며, 따라서 이 조항은 인지의 소급효의 제한에 관한 제860조 단서의 특칙(예외조항)으로서의 의미를 지닌다.[4]
- 민법 제1014조를 근거로 자가 모의 다른 공동상속인이 한 상속재산에 대한 분할 또는 처분의 효력을 부인하지 못한다고 볼 수 없다.[5]
- 사후의 피인지자가 민법 제1014조가 정한 상속분상당가액지급청구권을 행사하면서 제척기간 경과 전에 채권의 일부만을 청구하였다가 제척기간 경과 후에 청구액을 확장한 경우, 상속분상당가액지급청구권 등 제척기간의 적용이 있는 권리를 재판상 행사함에 있어서는 감정 결과를 기다려야만 비로소 그 정확한 청구액을 확정할 수 있는 경우가 적지 아니한 점, 이러한 경우 감정 결과가 나오기 전에 피인지자에게 정확한 청구액을 확정하여 청구할 것을 기대하기는 어려운 점, 피인지자가 제척기간 미준수의 불이익을 회피하기 위하여 예측가능한 최대한도의 청구를 미리 하는 것은 적절하지 아니할 뿐만 아니라 소송경제에도 반하는 점 등 여러 사정을 고려하여 볼 때, 제척기간 경과 전의 채권 일부만에 대한 청구가 그 취지로 보아 채권 전부에 관하여 판결을 구하는 것으로 해석된다면 그 채권의 동일성의 범위 내에서 그 전부에 관하여 제척기간을 준수한 것으로 본다.[6]

## 참고문헌
- 임종효. (2009). 민법 제1014조에 정한 상속분가액지급청구권. 법조, 58(7), 41-90.
- 오종근. "민법 제1014조 가액지급청구권." 가족법연구 34.1 (2020): 159-200.
- 김상헌. "모자관계의 성립과 민법 제1014조의 적용범위 - 대법원 2018.6.19. 선고2018다1049 판결에 대한 비판적고찰 -." 법률실무연구 7.1 (2019): 101-120.
- 김세준. "민법 제1014조의 재판의 확정과 상속재산분할 - 대법원 2018. 6. 19. 선고 2018다1049 판결 -." 법학논총 26.1 (2019): 295-321.

## 같이 보기
- 상속
- 가액